# Вандали
Вандали — давнє східногерманське плем'я.

## Походження

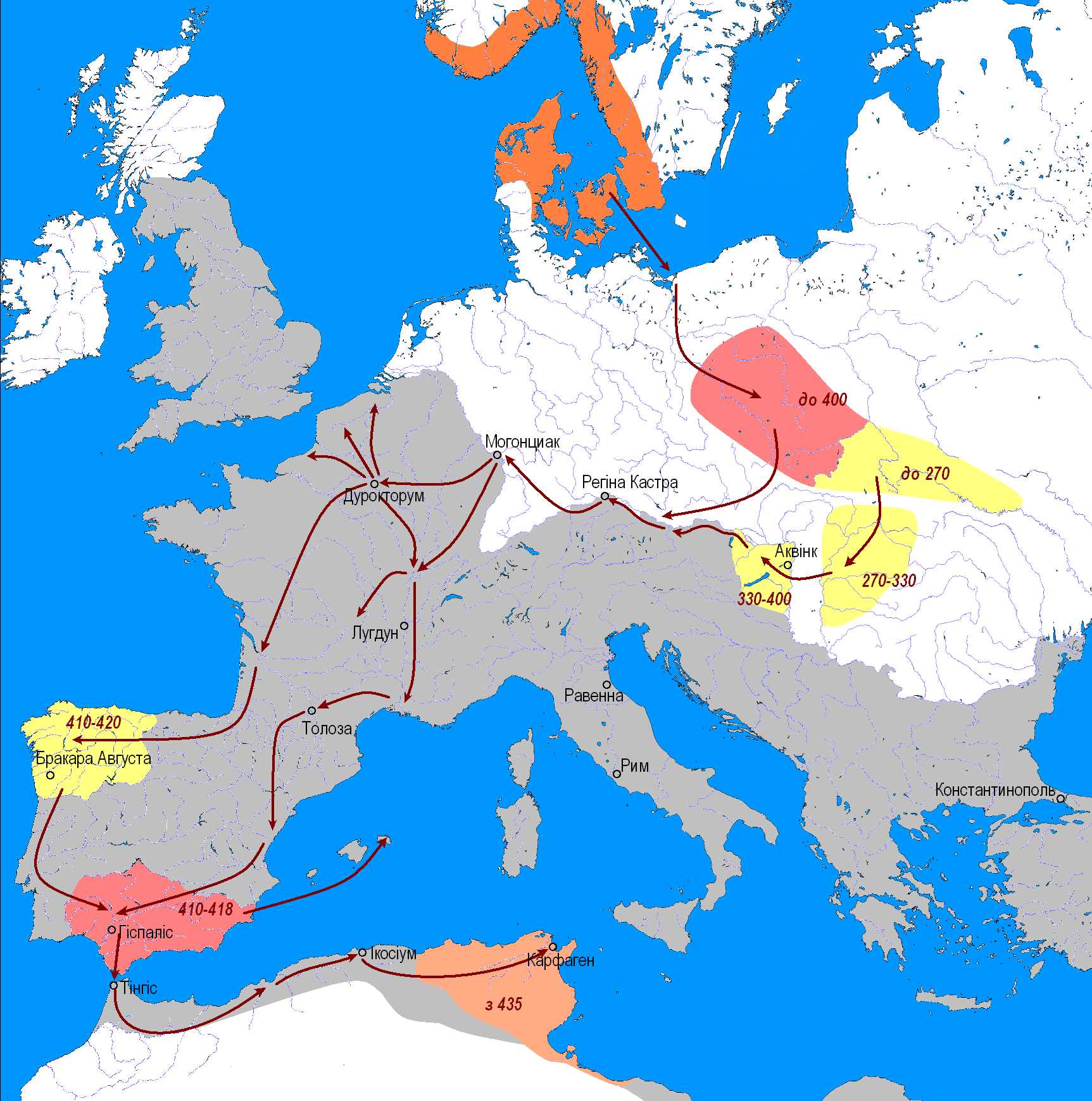
Загальна схема міграції вандалів — від гіпотетичної скандинавської прабатьківщини до Північної Африки

Схожість імен натякає на знаходження батьківщини для вандалів в Норвегії (Hallingdal), Швеції (Vendel), або ж Данії (Vendsyssel). Вважають, що вандали перетнули Балтику й прибули на терени сучасної Польщі приблизно в ІІ-му сторіччі до н. е. та оселилися у Сілезії близько 120 р. до н. е.
Тацит описав місце проживання вандалів між річками Одер і Вісла в творі «Германія» (98 рік н. е.); цю інформацію підтвердили пізніші історики: згідно з Йорданом, їх і ругіїв витіснило прибуття готів. Ця розповідь підтримує ототожнення вандалів з Пшеворською культурою, оскільки Вельбарська культура готів замінила Пшеворську.
Прокопій Кесарійський стверджує, що: 
|  | Вандали перше жили близько Меотиди (Азовського моря). Страждаючи від голоду, вони попрямували до германців, званих тепер франками, і до річки Рейну, приєднавши до себе готське плем’я аланів. |

Слов'янський історик Мавро Орбіні, на основі доступних йому джерел, на межі XVI–XVII ст. у книзі «Слов'янське царство» свідчить: 
|  | Слов’янський народ озлоблював своєю зброєю ледь не всі народи світу... І від цього славного народу у давні часи пішли найсильніші народи, а саме – слов’яни, вандали, ... венеди або енети, що заселили берег моря Балтійського, і розділилися на багато начал... Всі були вони народ слов'янський. |

## Історія
Вандали були розділені на дві племінні групи — силінги і асдинги. Під час війни Риму з маркоманами (166–181) силінги жили в області, яка звалась римлянами Велика Германія (лат. Magna Germania). У ІІ-му столітті асдинги на чолі з королями Раусом (Raus) і Раптом (Rapt) змістилися на південь і вперше напали на римлян нижче за течією Дунаю. В 271 році римському імператору Авреліану довелося захищати проти них середню течію Дунаю. Був укладений мир, за яким вандали оселилися в західній Дакії і римській Угорщині.
За «Історією Готів» Йордана, асдинги вступили в конфлікт з готами в часи Констянтина Великого. Тоді вандали жили на території, пізніше заселеній гепідами, яку оточували «на сході готи, на заході маркомани, на півночі хермандури (Hermanduri) і на півдні Дунай». На вандалів напав готський король Геберік (Geberic) і їх король Візімар (Visimar) був убитий. По тому вандали мігрували до Паннонії, де Константин Великий (близько 330 р.) надав їм землі на правому березі Дунаю, де вони жили наступні шістдесят років.
У 400 або 401 році, можливо через напади гунів, вандали на чолі з королем Годигіселом  разом із своїми союзниками аланами та свевами почали рухатися на захід. В цей час асдінги вже були обернені в християнство. Завдяки імператорові Валенту вандали прийняли аріанство, як і готи раніше. Вандали-силінги приєдналися до них пізніше. Вони на чолі із королем Фрідубальдом рушили до Піренейського півострова.

### Галлія
У 406 році вандали досить легко просувалися від Паннонії на захід уздовж Дунаю, але коли вони досягли Рейну, то зустріли Франків, які заселяли римські провінції в північній Галлії. Двадцять тисяч вандалів, разом зі своїм королем, загинуло в битві. Але з допомогою аланів вони зуміли завдати поразки франкам, і 31 грудня 406 року, вандали перетнули замерзлий Рейн, щоб вторгнутися у Галлію, яку вони спустошили. Під проводом Гундеріка (Gunderic), сина Годигісела, вандали грабували усе на шляху на захід і південь, рухаючись через Аквітанію.

### Іберія
Восени 409 року вандали в союзі з аланами і свевами вторглися до Римської Іспанії (сучасний Піренейський півострів), пройшовши через Галлію (сучасну Францію). Там вони отримали землю від римлян, як федерати, в провінціях Галісія (на північному заході) і Бетіка (південь). Алани отримали землі в Лузитанії (на заході) і регіон навколо міста Картаго Нова (зараз Картахена). Свеви також отримали частину Галісії. Вестготи, які перед тим як одержати землі у Септіманії (регіон в південній Франції) вторглись до Іберії, та 426 році розгромили аланів, серед загиблих був і король західних аланів Атакес (Attaces). Залишок аланів згодом звернувся до короля вандалів Гундеріка аби той прийняв корону аланів. Пізніше королі вандалів в Північній Африці називали себе королями вандалів та аланів (лат.  Rex Wandalorum et Alanorum).

### Африка
З 427 року королем вандалів був Гейзерік (Genseric, Gaiseric), звідний брат Гундеріка. Він почав будівництво флоту і висадився в 429 році в Північній Африці з близько 80 000 послідовників (за іншими даними усіх вандалів з союзниками було значно менше навіть враховуючи жінок та дітей). Від Гібралтарської протоки у 430-х вандали просунулись на схід до Карфагена. Було укладено мир між вандалами і римлянами.
У 435 році римляни надали їм землі в Північній Африці. Але мир був розірваний Гейзеріком, який в 439 році зробив Карфаген його столицею. Вандали узяли і пограбували місто без битви, захопивши його, коли більшість мешканців були на іподромі. Гейзерік, захопивши з часом Сицилію, Корсику, Сардинію та Балеарські острови, перетворив своє королівство у велику державу.

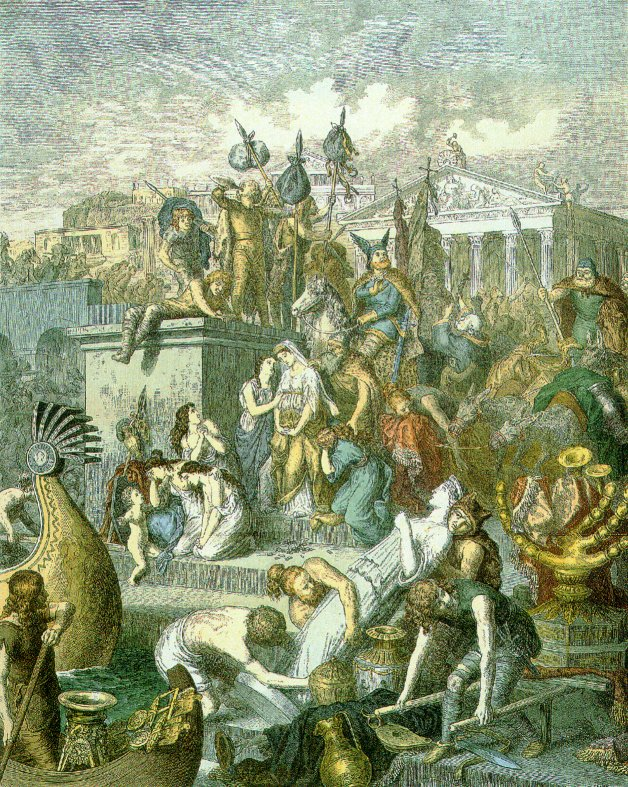
Розграбування Риму — Гравюра Хайнріха Лейтеманна (Heinrich Leutemann 1824—1904)

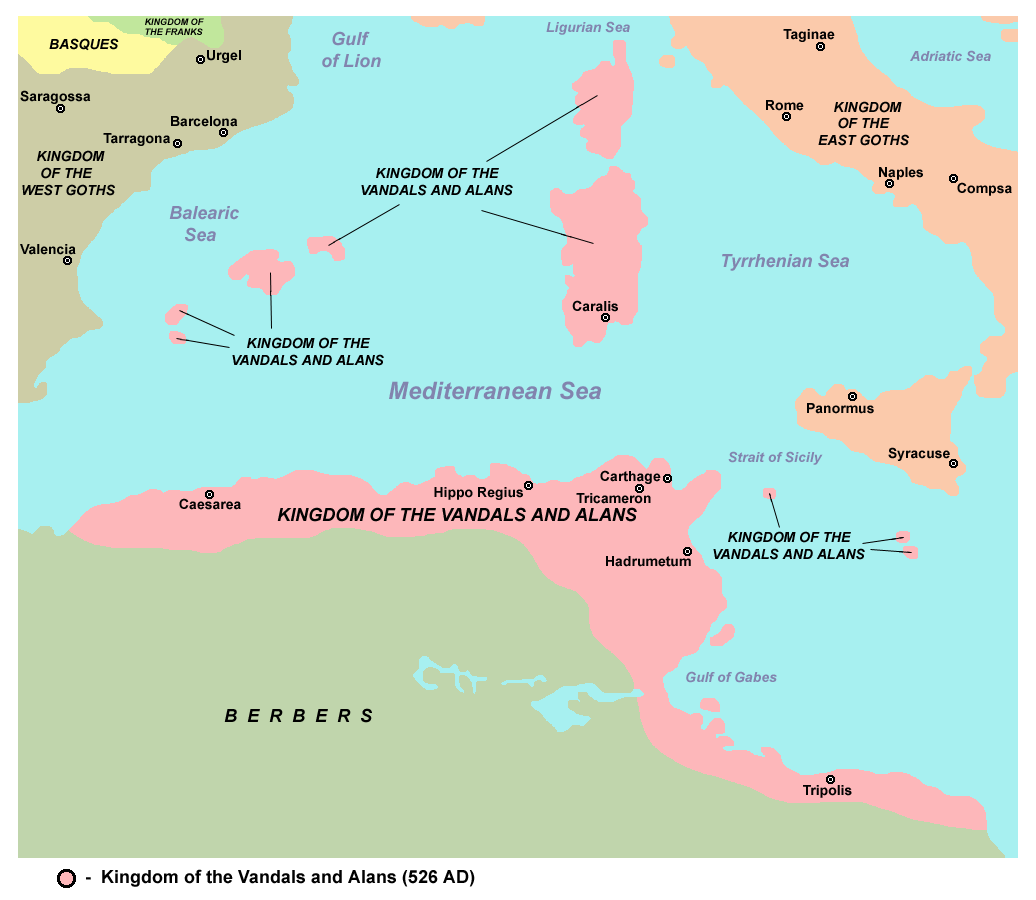

### Розграбування Риму
Докладніше: Розграбування Риму вандалами
Протягом наступних тридцяти п'яти років, з великим флотом Гейзеріх грабував узбережжя Східної і Західної Імперій. Після смерті Аттіли римляни нарешті змогли зайнятися вандалами, які контролювали одні з найбагатших провінцій імперії. Дипломатичні стосунки між двома сторонами перервалися, а в 455 році вандали захопили Рим і грабували місто протягом двох тижнів починаючи з 2 червня. Вони покинули Рим з незліченими цінностями, зокрема зі здобиччю з Єрусалимського Храму, що її привіз до Риму Тіт Флавій Веспасіан, і з імператрицею Лікінією Євдоксією  та її дочками Євдокією (лат. Eudocia) і Плацидією  як заручницями. Стверджують, що імператриця Євдоксія просила короля Гейзеріка звільнити її від ненависного шлюбу з імператором Петронієм Максимом, вбивцею її чоловіка Валентиніана III.
Літописець Проспер Аквітанський повідомляє, що 2 червня 455 року папа римський Лев I зустрічався з Гейзеріком і благав його утриматися від вбивств і підпалів, а задовольнитись грабунком.

### Тимчасове об'єднання
З 462 року королівство вандалів включало Північну Африку й острови Середземного моря, зокрема Сицилію, Сардинію, Корсику та Балеарські острови. Проте, подібно до інших германських королівств на римському ґрунті, африканське королівство вандалів скоро почало занепадати.
У 468 році вандали знищили величезний флот, надісланий проти них Візантією. У відповідь вандали спробували вторгнутися до Пелопоннесу, але були відбиті з важкими втратами. У відплату, вандали узяли 500 заручників на острові Закинтос і порубали їх на шматки на шляху до Карфагену.

### Занепад
Гейзерік був однією з наймогутніших осіб часу Великого переселення народів. Він помер в глибокій старості 25 січня 477 року. Згідно з проголошеним ним законом спадкування — не син, а найстаріший чоловік королівського дому мав успадкувати корону (закон старшинства). Гейзеріку спадкував його нездібний син Гунерік (Hunerich, 477—484), який спершу захищав католиків, унаслідок побоювання Константинополя. Але з 482 року царювання Гунеріка відоме здебільшого його релігійними переслідуваннями маніхейців і католиків в найжахливішій формі.
Гунтамунд ( 484—496), його двоюрідний брат і наступник, намагався помиритися з католиками. Починаючи зі смерті Гейзеріка влада вандалів втрачала силу і Гунтамунд втратив значну частину Сицилії, яку захопили остроготи, а також змушений був боротися з усезростаючим натиском корінних берберських племен.
Хоча Трасамунд (496—523) унаслідок свого релігійного фанатизму був ворожий до католиків, він обмежувався безкровними переслідуваннями.

### Бурхливий кінець
Хілдерік (Hilderich, 523—530) був найтолерантнішим королем вандалів у ставленні до католицької церкви. Він надав католикам релігійну свободу. Він не цікавився війнами, які залишав на родича Хоамера (Hoamer). Коли Хоамер зазнав поразки від маврів, аріанська фракція в королівському сімействі підняла повстання і зробила його двоюрідного брата Гелімера (Gelimer 530—533) королем. Хілдерік, Хоамер і їх родичі були кинуті у в'язницю. Хілдерік був убитий в 533 році.
Ці події стали приводом для втручання Візантійського імператора Юстиніана І, який оголосив війну вандалам. Армією Східної Імперії командував Велізарій , який почувши, що найбільша частина флоту вандалів придушує повстання в Сардинії, вирішив діяти швидко і висадився на Туніському березі, а потім рушив маршем до Карфагена. У кінці літа 533 року король Гелімер зустрів Велізарія в десяти милях на південь від Карфагена; вандали вигравали, коли племінник та брат Гелімера загинули; по тому Гелімер злякався і втік. Велізарій захопив Карфаген.
15 грудня 533 року Гелімер і Велізарій знов зустрілися в битві під Тікамероном, приблизно за 30 кілометрів від Карфагена. Знову вандали мужньо билися, але були розбиті, коли Гелімер дізнався про смерть другого брата. Велізарій захопив Гелімера навесні 534 року. Північна Африка знову стала римською провінцією, а вандалів з неї вигнали. Гелімер отримав великі маєтки в Галатії. Йому також пропонували чин патриція, але він відмовився від нього, оскільки не був готовий зрадити заради цього свою аріанську віру.

### Вандальська мова
Дуже мало відомо про вандальську мову, яка належала до східно-германських мов, була близько споріднена з готською мовою (відома від перекладу Біблії єпископом Ульфіла). Обидві мови цілком вимерли. Деякі сліди, можливо, залишаються в андалузькому діалекті, найпівденнішій групі іспанських діалектів, на який, проте, значно більший вплив справила арабська мова.

## Цікаві факти щодо вандалів
- В епоху Просвітництва Рим ідеалізувався, а до готів і вандалів відносилися зі зневагою. Слово Вандалізм походить від фр. vandalisme, яке з'явилося під час Французької революції. Термін «вандалізм» став означати безглузде руйнування через розграбування вандалами Риму за короля Гейзеріка в 455 році. Історики погоджуються, що вандали були не більше руйнівними, ніж інші в ті часи.
- Ім'я Андалузія (найпівденніший регіон Іспанії) можливо походить від етнічного імені «вандали» (Vandalusia).